# Campyloneurus micromacularis
Campyloneurus micromacularis (лат.) — вид паразитических наездников рода Campyloneurus из семейства Braconidae.

## Распространение
Китай (Hunan)

## Описание
Мелкие бракониды (длина 12 мм). Усики тонкие, нитевидые, состоят из 82 члеников. От близких видов отличается следующими признаками: лоб медиально до области, окружающей стемматикум, чёрный (голова жёлтая и без чёрного пятна вокруг стемматикума у сходного вида Campyloneurus kirbyi) ; второй тергит метасомы в значительной степени с продольными бороздками (у С. kirbyi грубо сетчато-скульптированный); жилка переднего крыла 1-SR + M более-менее прямая (у С. kirbyi изогнутая); лицо грубо пунктированное (у С. kirbyi неравномерно морщинистое); жилка заднего крыла SC + R1 в 1,1 раза короче жилки 1r-m (у С. kirbyi длиннее, примерно в 1,8 раза).
Третий тергит брюшка в задней части с хорошо развитой зазубреной поперечной бороздкой. Усики длиннее переднего крыла; дорсальный клипеальный край килевидный; брюшко гладкой и блестящее. Предположительно эктопаразитоиды личинок жуков.